# Курт Гаазе
Курт Гаазе (нім. Curt Haase; нар. 15 грудня 1881, Бад-Гоннеф, Рейнська провінція — пом. 9 лютого 1943, Берлін) — німецький воєначальник часів Третього Рейху, генерал-полковник Вермахту (1940). Кавалер Лицарського хреста Залізного хреста (1940).

## Біографія
Учасник Першої світової війни. За бойові заслуги відзначений численними нагородами. Після демобілізації армії залишений у рейхсвері. В березні 1935 року призначений командиром 3-й дивізії, в 1936 році переведений на аналогічну посаду в 17-ю дивізію. В 1937 році призначений інспектором всієї артилерії, в 1938 році призначений командувачем 3-го армійського корпусу, брав участь в Польській і Французької кампанії. Остання посада в лютому 1941 року — командир 15-ї армії, дислокованої у Франції. З 30 листопада 1942 року у відставці. Помер від інфаркту і похований в Берліні. Могила не збереглася.

## Нагороди
- Залізний хрест 2-го і 1-го класу
- Королівський орден дому Гогенцоллернів, лицарський хрест з мечами
- Орден «За військові заслуги» (Вюртемберг), лицарський хрест
- Орден Альберта (Саксонія), лицарський хрест 1-го класу з мечами
- Орден Фрідріха (Вюртемберг), лицарський хрест 1-го класу з мечами
- Орден Церінгенського лева, лицарський хрест 2-го класу з мечами і дубовим листям
- Ганзейський Хрест (Гамбург)
- Почесний хрест ветерана війни з мечами
- Медаль «За вислугу років у Вермахті» 4-го, 3-го, 2-го і 1-го класу (25 років)
- Медаль «У пам'ять 13 березня 1938 року»
- Застібка до Залізного хреста 2-го і 1-го класу
- Лицарський хрест Залізного хреста (8 червня 1940)

Військова кар'єра
- 25 липня 1901 — фанен-юнкер
- 27 січня 1902 — фенріх
- 18 жовтня 1902 — лейтенант
- 18 жовтня 1910 — оберлейтенант
- 8 жовтня 1914 — гауптман
- 1 лютого 1925 — майор
- 1 жовтня 1929 — оберстлейтенант
- 1 жовтня 1932 — оберст
- 1 червня 1935 — генерал-майор
- 1 серпня 1937 — генерал-лейтенант
- 1 листопада 1938 — генерал артилерії
- 19 липня 1940 — генерал-полковник